# 전라남도의 유형문화재
전라남도 유형문화재는 지방유형문화재 중에서 전라남도에 있는 문화재를 의미한다.

## 지정목록
- 제1호 ~ 제100호
- 제101호 ~ 제200호
- 제201호 ~ 제300호
- 제301호 ~ 제400호